# SC 마그데부르크 (핸드볼)
SC 마그데부르크 핸드볼부(독일어: Handball-Abteilung des SC Magdeburg)는 1955년에 창립된 독일 작센안할트주 마그데부르크를 연고로 하는 핸드볼팀이다. 종합 스포츠 클럽인 SC 마그데부르크 산하의 팀으로 현재 핸드볼 분데스리가 소속이다.